# Óscar Andrade (cantante)
Óscar Andrade (Santiago, 28 de agosto de 1957) es un cantante y compositor chileno.

## Biografía
Óscar, un destacado cantautor chileno, es reconocido como el artista con 11 números uno en la década de los 80, consolidando una trayectoria musical de gran impacto tanto a nivel nacional como internacional. Su inquebrantable pasión por el arte lo llevó a Alemania Oriental, donde perfeccionó su talento, estudiando canto clásico en la prestigiosa escuela de música Franz Liszt Hochschule für Musik en la clásica ciudad de Weimar.
Durante este periodo, Óscar inició extensas giras que lo llevaron a presentarse en Alemania, Holanda, Bélgica e Italia, conquistando al público de Europa Central con su imponente voz y carisma. Su talento no pasó desapercibido, logrando llenos totales en cada una de sus presentaciones y ganándose el respeto y la admiración de audiencias internacionales. Esta combinación de dedicación, excelencia artística y reconocimiento global lo posiciona como uno de los grandes íconos de la música chilena.

## Trayectoria artística
1981
- Ganador con la canción Noticiero Crónico en el programa Chilenazo, logrando ubicarse en el número uno en el ranking de Chile, siendo la primera canción en romper la censura durante el régimen militar.
- Recibe los prestigiosos Premios APES, reconociendo su impacto como canción, álbum y video del año.
- Óscar graba su primer álbum titulado Tiempo, (Disco de oro y platino), que incluye “La Tregua”, tema clásico hasta en nuestros días.

1982
- Es invitado como artista y jurado internacional al show del Festival de Viña del Mar, donde obtiene Antorcha de Plata y es elegido por el público como El Artista Más Popular del festival, obteniendo así la beca Raimundo Larraín. Beca que fue intervenida y no entregado a Óscar Andrade por orden de la DINACOS.

1983
- Ganador del programa estelar de televisión Martes 13 con su canción Vida, considerada una obra maestra de la música chilena.

- Vida alcanza el número uno en Chile y recibe el premio al Mejor Video del Año otorgado por Televisión Nacional (su álbum vida obtiene disco de oro y platino).

1984-1985
- Se convierte en uno de los principales cantautores del Canto Nuevo, reconocido por su resistencia cultural a la dictadura.
- Es considerado uno de las tres figuras más importantes de la cultura chilena de la década de los 80, junto a Nicanor Parra y María Romero, según la Organización de Televisión Iberoamericana (OTI) en el programa español 300 Millones.
- Recibe el Premio CEPAL por su importante contribución y figuración pública.

1987
- Edita su álbum En Tour, en el cual destaca el número uno Un Rato Antes de Partir, considerada una obra de arte.
- Su canción Con Amor participa en el álbum Voces Sin Fronteras, junto a artistas chilenos y argentinos, como parte de la visita del Papa Juan Pablo II a Chile, transformándose en el álbum más vendido de la historia del país hasta es fecha.
- Con Amor es incorporada a la liturgia de la Iglesia Católica chilena, convirtiéndose en un símbolo espiritual y cultural.

1988
- Participa en el show de la entrega de premios a los artistas latinos más destacados del año en el Waldorf Astoria de Nueva York, junto a Miami Sound Machine y Gloria Estefan, Lanny Hall, Gianni Rivera y Paloma San Basilio. Evento transmitido para todo los Estados Unidos por el canal 51 de Miami.

1989
- Emigra a radicarse en la Alemania Oriental, llegando en la misma tarde que comienza a caer el muro de Berlín, cruzándolo desde adentro y hacia afuera en aquella histórica noche.

1990
- Ingresa a estudiar canto clásico en la Escuela Superior de Música Franz Liszt de Weimar y desde aquella ciudad comienza a realizar presentaciones por toda Alemania.
- Óscar Andrade es uno de los dos artistas invitados por el gobierno alemán a celebrar el 1er aniversario de la Caída del Muro de Berlín en el Palacio Sanssouci, residencia del Emperador Federico el Grande, ante todos los embajadores del mundo.

1994
- Inicia un ciclo de conciertos por el centro de Europa, culminando con presentaciones en los teatros más prestigiosos de Alemania, Holanda y Bélgica, logrando llenos totales y aplausos de pie en todas sus presentaciones.

1996
- Lanza su álbum Desde la Luz en Europa, que alcanza el primer lugar en la crítica alemana según la revista Stereo Play Magazine, superando a artistas como Vangelis y Lionel Richie.

1997
- Invitado al show como artista estelar en la preselección del Festival de San Remo en Italia.
- La línea aérea Lufthansa integra las canciones de Óscar Andrade como parte de su playlist para el deleite de sus pasajeros en todo el mundo.

1998
- Óscar Andrade es honrado por el departamento de cultura de la ciudad de Weimar con su firma en el prestigioso libro de celebridades junto a figuras ilustres como el Emperador de Japón, el Canciller alemán Helmut Kohl, el Príncipe Carlos de Inglaterra, actual Rey de Gran Bretaña.
- La histórica ciudad de Weimar es nombrada Capital Cultural de Europa 99", y en una ciudad de artistas, Óscar tiene el honor de ser el único elegido para celebrar tal nombramiento frente a las autoridades.

1999
- Óscar Andrade participa activamente en Weimar 99", Capital Cultural de Europa.

2000
- Tras una pugna por integrar a la parrilla de la Expo Hannover 2000, Óscar Andrade es finalmente elegido por la organización del evento, desplazando al mundialmente famoso grupo brasileño Os Paralamas do Sucesso.

2001
- El programa Patiperros de Televisión Nacional de Chile marca el mejor rating del año con una visita a Óscar en Alemania.

- Continúa con sus presentaciones por clubes y teatros emblemáticos del centro de Europa.

2002
- Participa en el Festival del Rock Europeo en Zurich, Suiza. Su presentación paralizó el evento durante 1 hora por recomendación del presentador de que ninguna banda saliera al escenario después del éxito arrollador de Óscar Andrade esa noche.

2005
- Realiza un concierto en el Centro Cultural Estación Mapocho junto a sus músicos alemanes, el cual fue catalogado como un concierto perfecto por la prensa chilena.
- Participa en el programa Rojo Vip de Televisión Nacional de Chile, donde obtiene el segundo lugar tras una controvertida votación y también es premiado como el Artista más Popular por el público televidente.

2008
- Se presenta en el emblemático Teatro Oriente a tablero vuelto, recibiendo elogios de la crítica por su calidad interpretativa.

2009
- Exitoso concierto en el histórico Teatro Cariola , donde deja excelentes registros en videos.

2010
- Regresa a Alemania para continuar con presentaciones regulares y exitosas por el viejo continente.

2018
- Por nostalgia regresa a Chile, su país natal

2019
- Se desata un estallido social en Chile y la pandemia, paralizando toda actividad artística en el mundo. Sin embargo Óscar Andrade se las ingenia para realizar un streaming de gran factura.

2020
- Óscar participa en el programa político más importante de la televisión chilena, Sin Filtros, logrando ser trending topic número 1 de Chile.

2023
- Vuelve a ser llamado al programa de televisión Sin Filtros, donde nuevamente se transforma en trending topic número 1 y 2 del país, siendo el único artista hasta el momento en cantar en dicho programa político, con su canción La Dictadura Democrática.

2024-2025
- Trabaja en la producción de su próximo álbum Ecléctico De Luxe, que se lanzará este año, con el cual celebra 50 años de carrera, marcando medio siglo de una brillante trayectoria con el mismo compromiso artístico que lo ha caracterizado toda su vida.

## Discografía
- 1981 - Tiempo
- 1983 - Vida
- 1987 - En tour
- 1996 - Desde la luz

### Colectivos
- 1999 - Konzert für Víctor Jara

## Videografía
- 1981 - La tregua
- 1983 - Noticiero crónico